# Слава (часовник)
Вижте пояснителната страница за други значения на Слава.
„Слава“ е търговска марка на Втори московски часови завод „Слава“.
Производството на часовниците започва през 1924 година. Характерно за тях е класическият им дизайн и ориентирането им към широк кръг купувачи. През втората половина на 1950 година започва производството и на дамски часовници със същата търговска марка. След това започва производството на джобни часовници, будилници, както и механични и кварцови ръчни часовници.
Дизайнът на „Слава“ винаги е на 2-ро място пред борбата за качествените и количествените показатели в производството. В тази насока заводът постига много успехи. През 1990 година ръководството на руския часови завод отбелязва, че отделя малко внимание на дизайна. Дотогава часовниците често се произвеждали в типичния „съветски вид“ и дори с пластмасови стрелки.
През 2005 година заводът с търговската марка „Слава“ става собственост на частна компания, с което започва нов етап в развитието на легендарните часовници.
|  | Тази страница частично или изцяло представлява превод на страницата „Слава(марка часов)“ в Уикипедия на руски. Оригиналният текст, както и този превод, са защитени от Лиценза „Криейтив Комънс – Признание – Споделяне на споделеното“, а за съдържание, създадено преди юни 2009 година – от Лиценза за свободна документация на ГНУ. Прегледайте историята на редакциите на оригиналната страница, както и на преводната страница, за да видите списъка на съавторите. ВАЖНО: Този шаблон се отнася единствено до авторските права върху съдържанието на статията. Добавянето му не отменя изискването да се посочват конкретни източници на твърденията, които да бъдат благонадеждни. |